# Grabowo (obwód penzeński)
Grabowo (ros. Грабово) – wieś (sieło) w Rosji, w obwodzie penzeńskim, w rejonie biessonowskim. W 2010 liczyła 8048 mieszkańców.